# Karl Spielbüchler (Politiker)
Karl Spielbüchler (* 22. Juni 1911 in Gosau; † 26. September 1992 in Linz) war ein österreichischer Politiker (SPÖ) und Forstarbeiter. Er war von 1945 bis 1949 sowie von 1953 bis 1971 Abgeordneter zum Nationalrat und von 1949 bis 1953 Mitglied des Bundesrates.
Spielbüchler besuchte nach der Volksschule eine Fortbildungsschule und war beruflich als Forstarbeiter tätig. Er war von 1929 bis 1934 Bezirksobmann der Sozialistischen Arbeiterjugend und hatte zudem von 1930 bis 1934 die Funktion des Obmanns der Sozialdemokraten in Gosau inne. Nach dem Verbot der Sozialdemokratischen Partei wurde er zwischen 1934 und 1938 mehrfach aus politischen Gründen inhaftiert. Nach dem Zweiten Weltkrieg übernahm er im Jahr 1945 das Amt des Bürgermeisters von Gosau, zudem war er innerparteilich als SPÖ-Funktionär auf Bezirks- und Landesebene aktiv. Spielbüchler vertrat die SPÖ zwischen dem 19. Dezember 1945 und dem 8. November 1949 im Nationalrat, danach war er vom 8. November 1949 bis zum 18. März 1953 Mitglied des Bundesrates. Im Anschluss vertrat Spielbüchler die SPÖ erneut vom 18. März 1953 bis zum 4. November 1971 im Nationalrat. Spielbüchler hatte sein Amt als Bürgermeister von Gosau bis 1976 inne.